# Muzeum vápenka
Muzeum Vápenka je malá expozice věnovaná historii albeřického údolí. Nachází se v Horních Albeřicích v okrese Trutnov v areálu památkově chráněné historické vápenky na břehu Albeřického potoka. Jedná se o osmibokou dřevěnou nástavbu kopírující přesně původní kamenný tvar vápenky. Ta byla provedena v letech 2007-2011 podle návrhu Miloslava Klimeše a Petra Růžičky tradičními tesařskými postupy.  
Dřevěná konstrukce muzea je navržena pomocí modulových kružnic, čímž odkazuje na gotické stavební principy. Kombinuje tradiční tesařské spoje, jako jsou čepy, kampy a kolíkování, s moderními konstrukčními prvky. Smrkové fošny spojují pouze dubové kolíky a jediným kovovým prvkem jsou čtyři objímky obepínající svislé nosníky.
Vápenka, která pochází z 19. století, je v majetku Správy Krkonošského národního parku.  Muzeum Vápenka vzniklo ve spolupráci Správy KRNAP, spolku Hradní společnost Aichelburg a informačního centra Veselý výlet v Horním Maršově.
Muzeum nabízí expozici, jejímiž autory jsou bratři Miloslav a Pavel Klimešovi, která formou krátkých příběhů a bohatého obrazového materiálu představuje sedm století života v albeřickém údolí. Návštěvníci uvidí 308 historických i současných fotografií. Příběhy jsou tematicky propojeny s místními rodinami, budovami a událostmi. Součástí expozice je také interaktivní část pro děti.
Návštěvníci si mohou klíče od expozice vypůjčit zdarma (pouze s vratnou zálohou 200 Kč) v seousedním Penzionu Vápenka denně mezi 9:00 a 17:00.
V těsném sousedství se nachází bývalý Bischofův lom a Albeřická jeskyně.

## Galerie

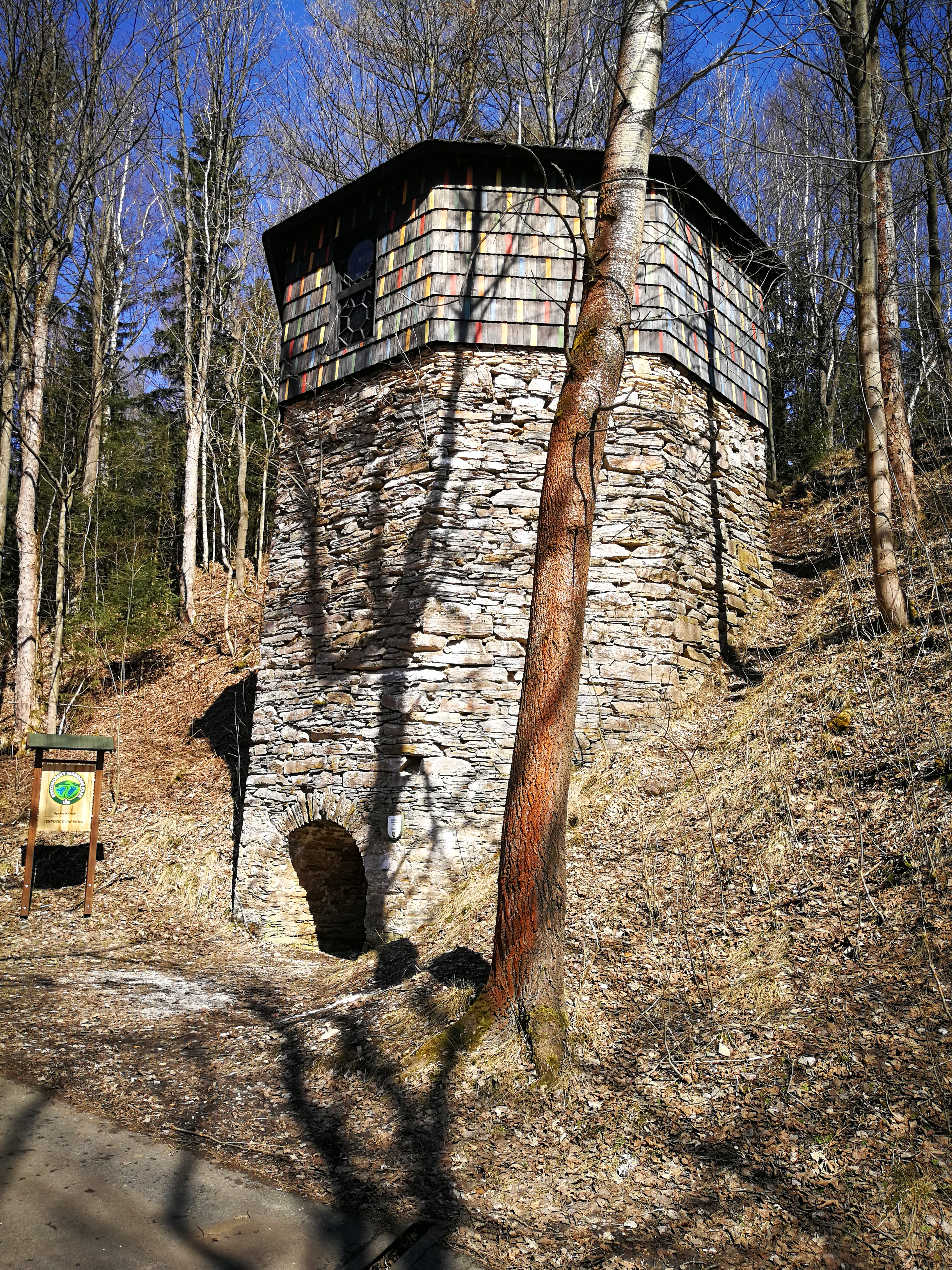
Vápenka s nástavbou
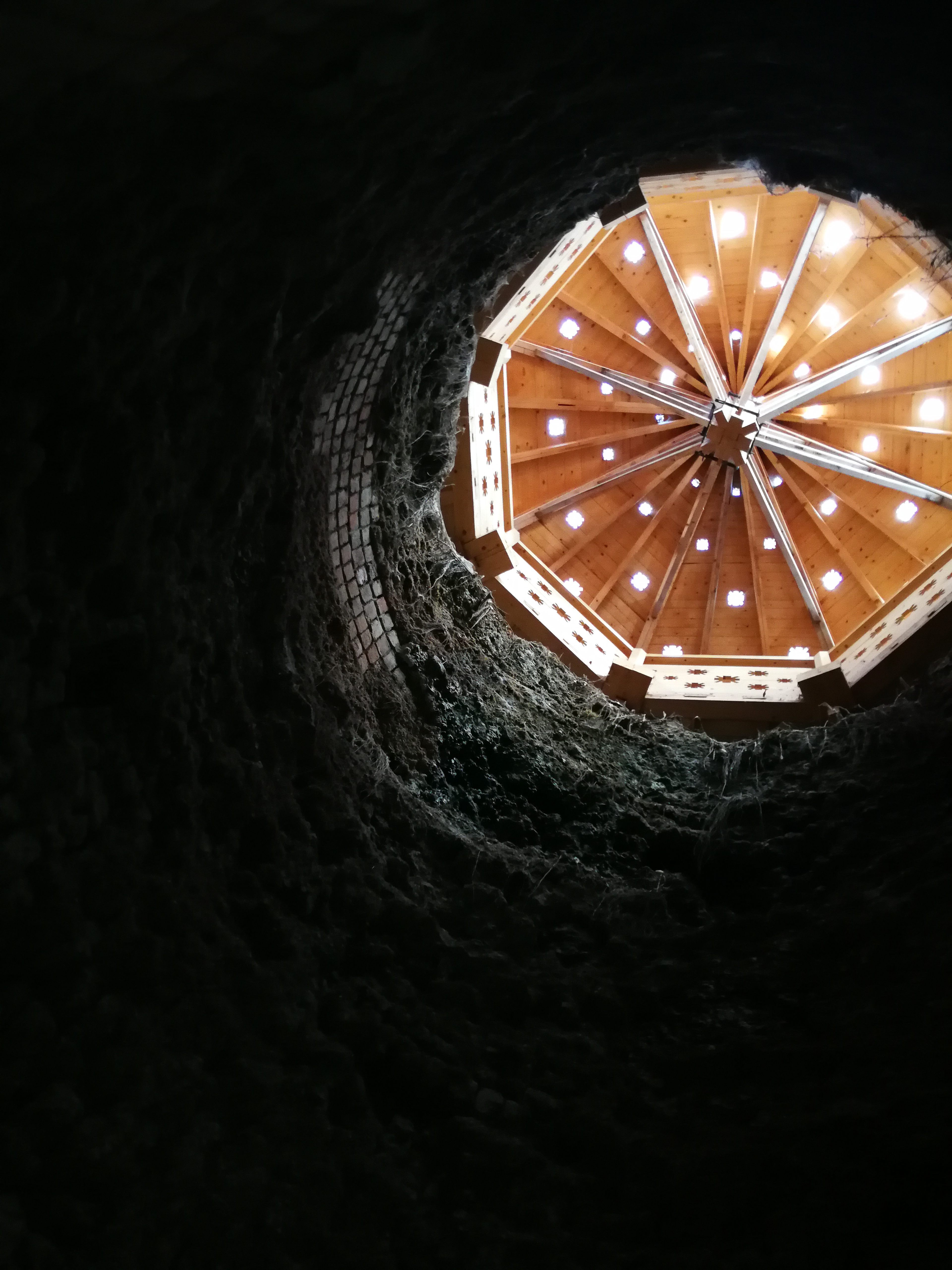
Pohled vzhůru skrz šachtu
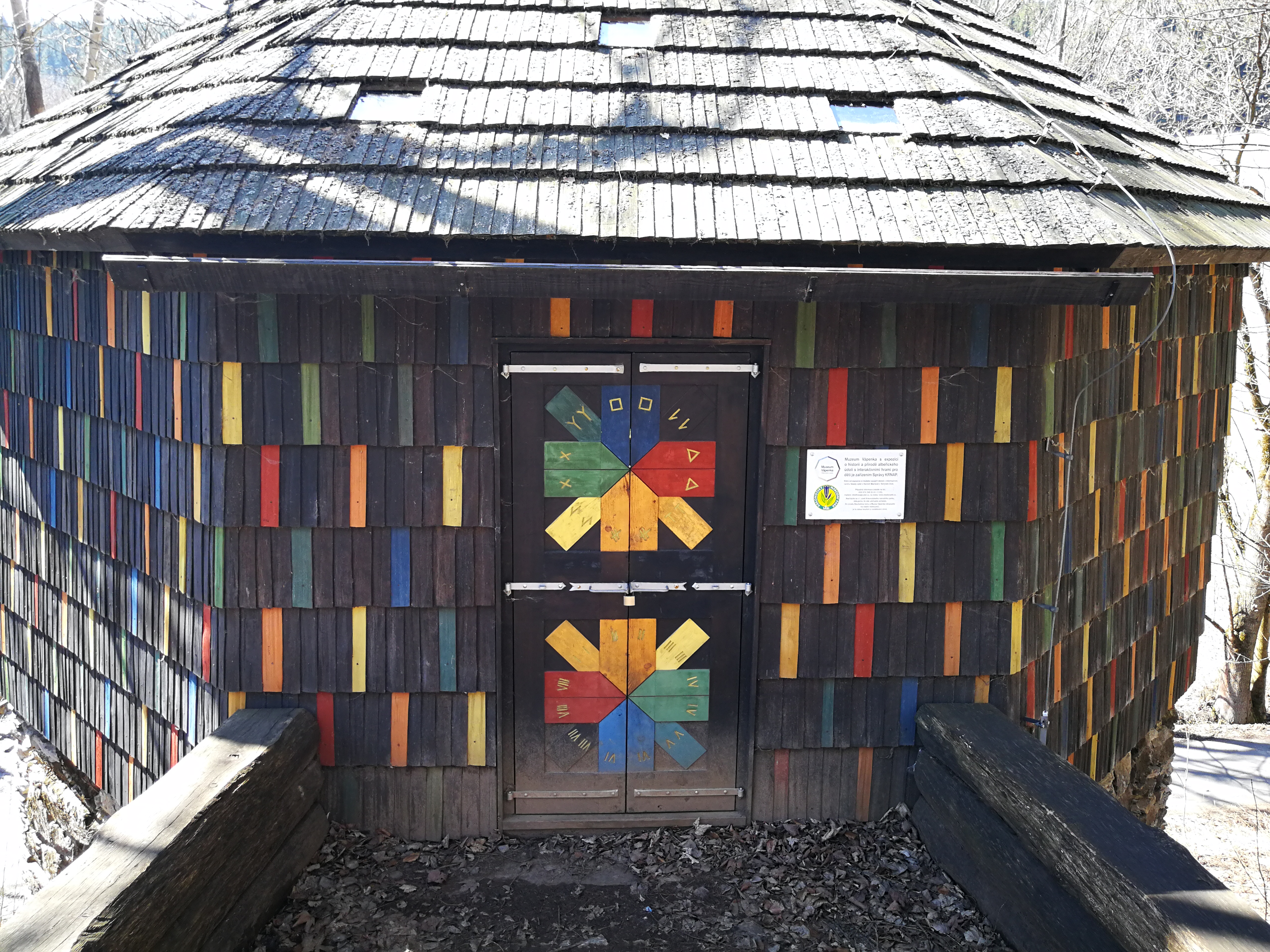
Dveře muzea
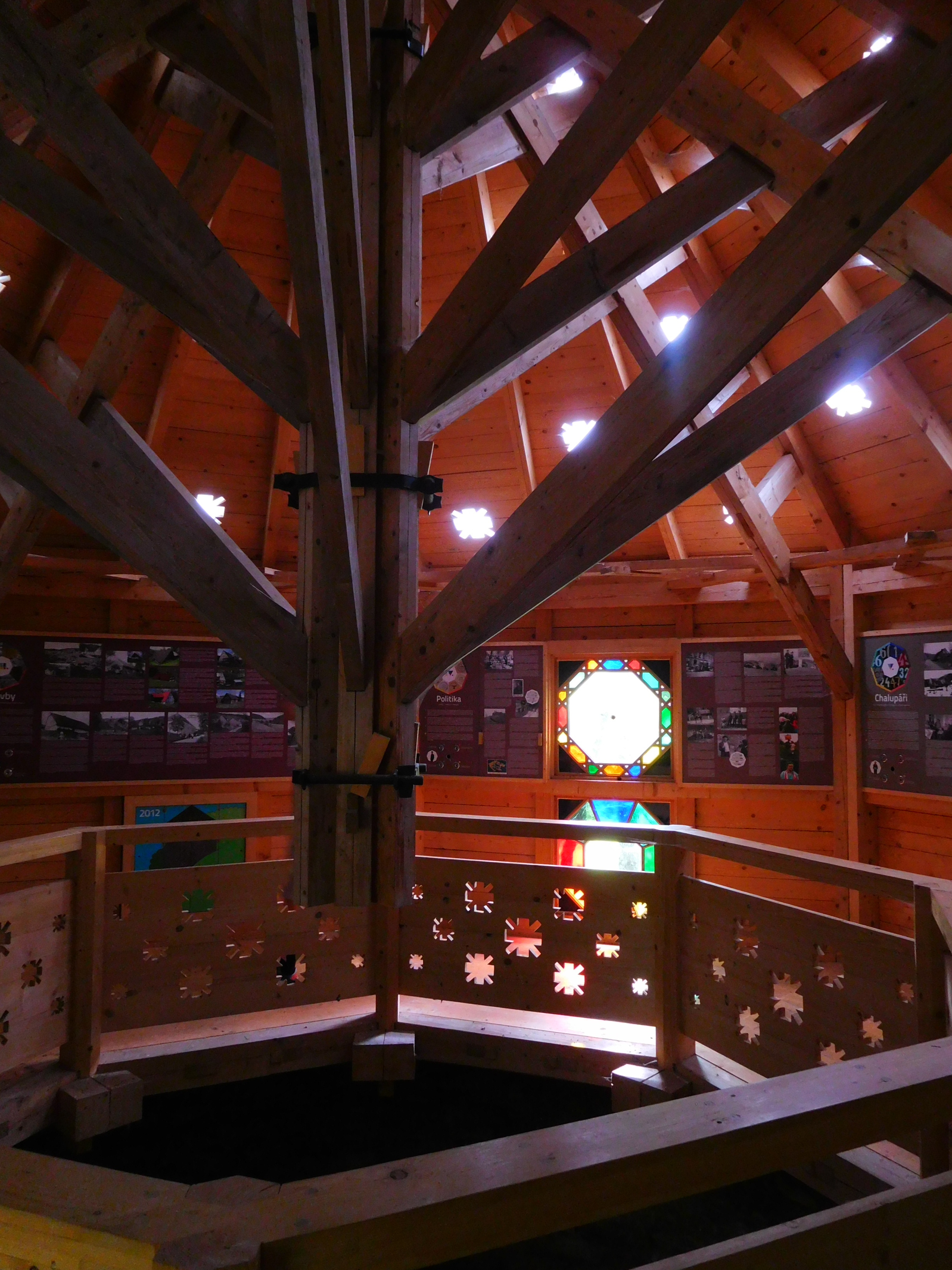
Interiér